# Ceanothus microphyllus
Ceanothus microphyllus är en brakvedsväxtart som beskrevs av André Michaux. Ceanothus microphyllus ingår i släktet Ceanothus och familjen brakvedsväxter. Inga underarter finns listade i Catalogue of Life.